# Carlos Vaquerizo
Carlos Vaquerizo Torres (Sevilla, 1978) es un profesor y poeta español.

## Biografía
Carlos Vaquerizo es licenciado en Filología hispánica por la Universidad de Sevilla (2001). Trabaja como profesor de secundaria y es escritor, con varios poemarios editados. Como poeta se reconoce en autores como Rilke o Juan Ramón Jiménez y es colaborador en distintas revistas. Con su primera obra que vio la luz, Fiera venganza del tiempo, ganó el Premio Adonáis de poesía en 2005 convocado por Ediciones Rialp en la que el jurado señaló que el autor poseía un «gran dominio de la forma y el lenguaje al servicio de un contenido de carácter temporal, abierto a otras preocupaciones como la existencial y la amorosa»; a esta siguieron Tributo de Caronte (Premio Internacional de Poesía Ciudad de Almuñécar 2014), Preludio de una mirada (Premio Ciudad de Pamplona), Consumación de lo eterno y  Quienes me habitan (2015), Rebato del tiempo (2016), Versos del equilibrista (Premio Internacional de Poesía Juan Alcaide de Valdepeñas 2018) y Antes de la palabra (Premio de Poesía Elena Gorrochategui en 2019).